# مود ديلاب
كانت مود جين ديلاب (7 كانون الأول/ديسيمبر 1866- 23 تموز/يوليو 1953) عالمة أحياء بحرية علمت نفسها بنفسها، ومعروفة بكونها أول شخص يقوم بتربية قناديل البحر في مختبر مغلق، وبالتالي بمراقبة دورة حياته الكاملة لأول مرة. وكذلك كانت معنية بدراسة واسعة للعوالق التي تعيش على سواحل جزيرة فالنتيا.

## النشأة والتعليم
ولدت مود ديلاب في تيمبلكرون ريكتوري، مقاطعة دونيجال، حيث كانت الابنة السابعة من أصل عشرة أبناء للقس ألكساندر ديلاب وآنا جين (ني جوسليت). في عام 1874، عندما كانت مود تبلغ 8 سنوات، انتقلت العائلة إلى جزيرة فالنتيا عندما عين والدها كاهنا في الجزيرة وكاهيركيفين. تلقت مود وأخواتها القليل من التعليم الرسمي على عكس إخوانها، وبرغم ذلك استفدن من بعض التعليم الأساسي في المدارس الابتدائية. شُجعت مود وشقيقتها كونستانس في اهتمامهما بعلم الحيوان وعلم الأحياء من قبل والدهما، الذي قام شخصيا بنشر ملاحظاته حول عالم الطبيعة الإيرلندي وأماكن أخرى.
جمع المعلومات والأبحاث
كانت مود وشقيقتها كونستانس جامعات من الطراز الرفيع لعينات الحيوانات البحرية التي يتواجد العديد منها في متحف تاريخ الطبيعة في دبلن. استنادا إلى عملهما، خضعت الأكاديمية الملكية الأيرلندية لاستبيان يرأسه إدوارد ت.براون في عامي 1895 و1896، رائد دراسة جزيرة كلير. تبعا لهذا التعاون، واصلت مود وكونستانس جمع العينات عن طريق الجرف والصيد بالشبك وكذلك تسجيل درجة حرارة البحر والتغيرات في الحياة البحرية. ظلت مود على اتصال مع براون، حيث أرسلت إليه عينات ورسومات، حتى وفاته في عام 1937.
أصبحت ديلاب مهتمة بشكل متزايد بدورة حياة أنواع مختلفة من قنديل البحر، لتكون أول شخص يقوم بنجاح بتزويجهم في مختبرها المنزلي باستخدام أحواض السمك منزلية الصنع. قامت بتزويج نوع كريسورا إيزوسيليس لنوع سيانيا لاماركي في ناقوس زجاجي ونشرت النتائج، حيث تتضمن ملاحظاتها حول تزاوجهم وعاداتهم الغذائية. وبسبب هذا العمل الرائد، عرفت مراحل دورة الحياة المختلفة (ميدوسا وهيدرا) والنوع الذي تنتمي إليه. أشير إلى مختبرها كما وصفه ابن أخيها، بيتر ديلاب، بأنه «مزيج بطولي من الكتب والأنواع وأحواض الأسماك يتخللها رائحة لمد والجزر»
بفضل مساهماتها في علم الأحياء البحري، عرض عليها منصب في عام 1906 في محطة بلايموث البحرية البيولوجية، لكنها رفضت بسبب ردة فعل والدها، الذي كان دائما ما يقول «لن تغادر أي ابنة لي من المنزل، إلا كإمرأة متزوجة». استمر اهتمام ديلاب في عديد من أنواع النباتات والحيوانات، التي تضمنت التعريف للحوت ذو المنقار الذي جرفته الأمواج في الجزيرة. إذ كان من أنواع الحيتان التي كانت تتواجد فقط في الولايات المتحدة.

## لاحقا في حياتها وتكريمها
تكريما لها، سميت نوع من شقائق النعمان باسم، إدواردسيا ديلابيا، والتي سجل أول ظهور لها في إي جراس (نبات بحري) في شواطئ جزيرة فالنتيا. وجدت شقائق النعمان هذه في مياه البحر الضحلة وهي غير معروفة خارج جزيرة فالنتيا. حيث اقترح توماس آلان ستيفنسون هذا الاسم في كتابه شقائق النعمان البريطانية. إذ علق في كتابه بأن «مهارة الآنسة ديلاب ومثابرتها في تجميع أنواع النادرة من الكائنات الحية لا تعرف التعب».
في عام 1963، أصبحت ديلاب زميلة في جمعية لينيان في لندن. توفت في تموز/يوليو من العام 1953، بعد وفاة جميع اخوتها، فدفنت إلى جانبهم بالقرب من نايتستاون، مقاطعة كيري.
نصبت لها لوحة في عام 1998 في جزيرة فالنتيا من قبل اللجنة الوطنية الأيرلندية للوحات التذكارية في العلوم والتكنولوجيا.كانت مود أيضًا موضوع عمل فني قامت به دوروثي كروس، التي تبحرت في حياة ديلاب وتفاعلها مع العلماء والفنانين المعاصرين.

## مؤلفاتها
- مذكرات ورسوم وأوراق براون، إدوارد توماس وديلاب، مود جاين (1890) عن هيدروزوا وشركات أخرى من فالنسيا وبورت إيرين وبليموث وأماكن أخرى.
- ديلاب، مود جاين (1899) يوميات وملاحظات مسجلة حول المجوفات والحيوانات البحرية الأخرى في جميع أنحاء فلنسيا وايرلندا.